# Kleinzell
Kleinzell osztrák község Alsó-Ausztria Lilienfeldi járásában. 2019 januárjában 868 lakosa volt. 

## Elhelyezkedése

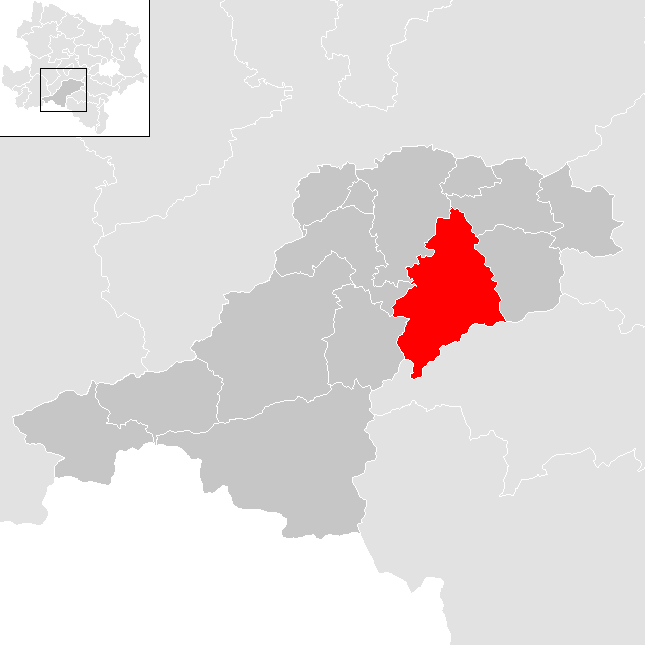
Kleinzell a Lilienfeldi járásban

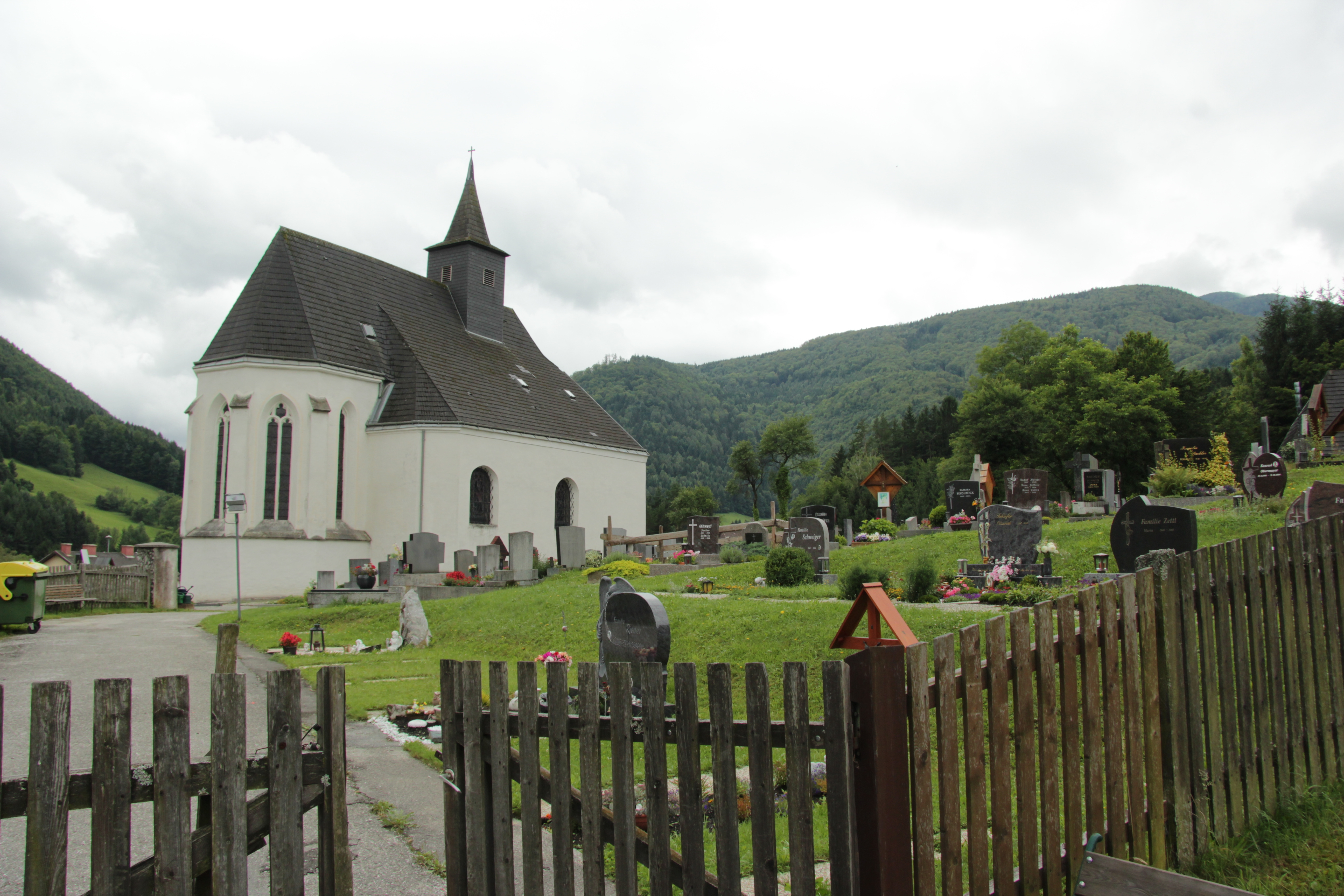
A Mária mennybevétele-plébániatemplom

Kleinzell a tartomány Mostviertel régiójában fekszik a Gutensteini-Alpokban, a Halbach folyó mentén. Területének 84,3%-a erdő. Legmagasabb pontja az 1399 m magas Reisalpe. Az önkormányzat 4 településrészt és falut egyesít: Außerhalbach (89 lakos 2019-ben), Ebenwald (34), Innerhalbach (93) és Kleinzell (652).
A környező önkormányzatok: délnyugatra Hohenberg, nyugatra Lilienfeld, északnyugatra Sankt Veit an der Gölsen, északkeletre Hainfeld, keletre Ramsau, délre Rohr im Gebirge. 

## Története
A térség első német (frank) lakóinak településeit a kalandozó magyarok elpusztították. Az újratelepítés a Babenbergek alatt kezdődött. A falu – és temploma – első említése 1329-ből származik. A következő évben megkapta az önálló egyházközségi státuszt.  
Bécs két (1529-es és 1683-as) ostromakor a törökök feldúlták a Halbach völgyét és Kleinzellt is kifosztották és felgyújtották. A hegyek között megbúvó kis falu elkerülte a napóleoni háborúk és az 1848-as forradalmak megpróbáltatásait, a két világháború azonban tőle is véráldozatot követelt. 1945 áprilisában és májusában a szovjet és német csapatok heteken át harcoltak a térségben és a község épületeiben súlyos károk keletkeztek. A háború után infrastruktúrája gyors fejlődésnek indult, kiépült a telefon- és csatornahálózat, hotel, étterem és sífelvonók épültek a turisták idecsábítására. 

## Lakosság
A kleinzelli önkormányzat területén 2019 januárjában 868 fő élt. A lakosságszám 1934 óta csökkenő tendenciát mutat. 2017-ben a helybeliek 95,9%-a volt osztrák állampolgár; a külföldiek közül 1,1% a régi (2004 előtti), 2,3% az új EU-tagállamokból érkezett. 2001-ben a lakosok 87,3%-a római katolikusnak, 5,5% evangélikusnak, 5,4% pedig felekezeten kívülinek vallotta magát. Ugyanekkor 3 magyar élt a községben.
A népesség változása:
| Lakosok száma | 848  | 831  | 854  | 864  |
|               | 2016 | 2018 | 2021 | 2022 |

## Látnivalók
- a Mária mennybevétele-plébániatemplom
- A Kalte Kuchl-hágó szabadidőközpontja egy kis szabadtéri múzeummal

## Fordítás
- Ez a szócikk részben vagy egészben  a   Kleinzell című német Wikipédia-szócikk ezen változatának fordításán alapul.  Az eredeti cikk szerkesztőit annak laptörténete sorolja fel. Ez a jelzés csupán a megfogalmazás eredetét és a szerzői jogokat jelzi, nem szolgál a cikkben szereplő információk forrásmegjelöléseként.